# Lattjo med Boccaccio
Lattjo med Boccaccio är en svensk komedifilm från 1949 i regi av Gösta Bernhard.

## Om filmen
Filmen premiärvisades den 27 november 1949 på biograf Olympia i Stockholm. Inspelningen utfördes i Sandrew-Ateljéerna Stockholm med exteriörer från olika platser i Stockholm av Hilding Bladh. För filmens koreografi svarade Julius Mengarelli. Som förlaga har man Giovanni Boccaccios novellsamling Decamerone som utgavs under 1300-talet samt revyn Galopperande hickan som uppfördes på Casinoteatern i Stockholm 1945. 
Lattjo med Boccaccio har visats i SVT, bland annat 2013, 2016 och i september 2020.

## Rollista i urval
- Stig Järrel – Sten Rampe, teaterdirektör, kompositör/Dioneo/Stig Järrel/Selabeatto, den lomhörde
- Svend Asmussen – Svend Blom, revyförfattare/Pamfilo
- Ulrik Neumann – Ulrik Blad, revyförfattare/Filostrato/Jancofioro/Neumann, brevbärare i det svenska slutet
- Git Gay – Nea Linde, modehusdirektris/Pampinea
- Iréne Söderblom – Lisa, modetecknerska/Elisa/fru Jancofioro
- Gunnel Wadner – Lena, ateljéchef/Filomena
- Ingrid Olsson – Laura, affärsföreståndarinna/Lauretta
- Brita Ulfberg – Millan, affärsföreståndarinna/Emilia
- Barbro Elfvik – Nina, reklamchef/Neifile
- Marianne Ljunggren – Meta, affärsföreståndarinna/Fiametta
- Douglas Håge – Gabrielsson, brevbärare/broder Alberto/munk
- Gurli Bergström – Hulda, kokerska, allt-i-allo/abbedissa/fru Lisetta
- Arne Källerud – Roos, trädgårdsmästare/trädgårdsmästare i klostret/fru Lisettas man
- John Melin – munk/modevisningsbesökare
- Alf Östlund – munk/modevisningsbesökare

## Musik i filmen
- Nu skiner solen igen på vår lilla jord, text Roland, sång Ingrid Björk
- Någon måste lämna båten, kompositör Olle Lindholm text Gösta Bernhard, instrumental
- Sju vackra flickor i en ring, framförs på violin av Svend Asmussen och gitarr Ulrik Neumann, sång Svend Asmussen och Ulrik Neumann
- Bokvalsen, kompositör Olle Lindholm, instrumental
- Vi förvandlas, kompositör Olle Lindholm och Gösta Bernhard, instrumental
- Menuett (Lindholm), kompositör Olle Lindholm, instrumental
- Ordning på torpet, kompositör Kai Gullmar, text Gus Morris, sång Git Gay och Stig Järrel
- Ping-pongvisan, kompositör Ulrik Neumann, text Stig Bergendorff och Gösta Bernhard, sång och gitarr Ulrik Neumann
- Henne vi glömmer, kompositör Stig Bergendorff, text Stig Bergendorff och Gösta Bernhard, framförs på piano av Nils Edstam, sång Stig Järrel och Git Gay
- Munkvisan (Då tar vi tagelskjortan på), kompositör och text Stig Bergendorff och Gösta Bernhard, sång John Melin, Alf Östlund och Douglas Håge
- Klosterdansen, kompositör Kai Gullmar, instrumental
- June Night/Just Give Me a June Night, the Moonlight, and You (Den ena var Olssons), kompositör Abel Baer, engelsk text Cliff Friend, svensk text Sven Paddock framförs på violin Svend Asmussen, gitarr Ulrik Neumann, Jørgen Ingmann och Svend Hauberg, trummor Frederik, vibrafon Max Leth och på kontrabas Leif Sjöberg
- Vårt tåg (Tåget), kompositör Ulrik Neumann, framförs av Svend Asmussen violin och Ulrik Neumann gitarr
- Till Skottland, kompositör Svend Asmussen, framförs av Svend Asmussen violin och Ulrik Neumann gitarr
- Till Ungern, kompositör Svend Asmussen, framförs av Svend Asmussen violin och Ulrik Neumann gitarr
- Till Budapest, kompositör Svend Asmussen, framförs av Svend Asmussen violin och Nils Edstam piano
- Gitarrens mästare, kompositör Ulrik Neumann, framförs av Ulrik Neumann på gitarr